# Antonio Arias Mujica
José Antonio Arias Mujica (Santiago, 9 de octubre de 1944) es un exfutbolista chileno. Jugaba de lateral izquierdo, teniendo pasos exitosos por Magallanes, Unión Española y Palestino. En su posición ha llegado a ser considerado como el mejor lateral izquierdo en la historia del fútbol chileno.

## Trayectoria
Arias inició su carrera en los clubes Juventud Lautaro y 1 de Mayo de la comuna de Independencia. Posteriormente ingresó a las divisiones inferiores de Magallanes, donde finalmente debutó en el primer equipo como delantero.
En 1969 fue adquirido por Unión Española, entonces dirigida por Sergio Navarro. En el club hispano, bajo la dirección de Luis Santibáñez, logró su mejor rendimiento, obteniendo tres títulos nacionales y un subcampeonato en la Copa Libertadores 1975.

## Selección chilena
Fue internacional con la selección de fútbol de Chile en 31 ocasiones, entre 1968 y 1977. No llegó a marcar ningún gol con la camiseta nacional. Participó en 4 de los partidos eliminatorios y en 3 de los partidos de la fase final de la Copa Mundial de Fútbol de 1974.

### Participaciones en Copas del Mundo
| Mundial                        | Sede     | Resultado     | PJ |
| ------------------------------ | -------- | ------------- | -- |
| Copa Mundial de Fútbol de 1974 | Alemania | Primera Ronda | 3  |

### Participaciones en Eliminatorias a Copas del Mundo
| Eliminatorias               | País     | Resultado   | Posición  | PJ | Goles |
| --------------------------- | -------- | ----------- | --------- | -- | ----- |
| Eliminatorias Alemania 1974 | Alemania | Clasificado | Repechaje | 4  | 0     |

## Clubes
| Club           | País  | Año       |
| -------------- | ----- | --------- |
| Magallanes     | Chile | 1965-1968 |
| Unión Española | Chile | 1969-1979 |
| Palestino      | Chile | 1980      |

## Palmarés

### Campeonatos nacionales
| Título           | Club           | País  | Año  |
| ---------------- | -------------- | ----- | ---- |
| Primera División | Unión Española | Chile | 1973 |
| Primera División | Unión Española | Chile | 1975 |
| Primera División | Unión Española | Chile | 1977 |

### Distinciones individuales
| Distinción                | Año  |
| ------------------------- | ---- |
| Mejor futbolista de Chile | 1974 |